# Andrena nigroviridula
Andrena nigroviridula là một loài Hymenoptera trong họ Andrenidae. Loài này được Dours mô tả khoa học năm 1873.